# Pseudosmodingium barkleyi
Pseudosmodingium barkleyi es una especie de planta fanerógama de la familia Anacardiaceae.

## Clasificación y descripción de la especie
Árbol de 3 a 4 m de alto, con ramas gruesas, de corteza roja, caediza y yemas, densamente albo pubescentes. Hojas amontonadas en el ápice de las ramas, de unos 33 cm de largo, con pecíolos de 10 a 11 cm de largo, algo estriados más o menos pubescentes; folíolos de 7 a 11, subopuestos, cortamente peciolulados; lámina de los foliolos carteácea, casi glauca abajo, verde obscuro y brillante arriba, anchamente oblonga a ovada, (el foliolo terminal anchamente obovado), de 5 a 8 cm de largo y otro tanto de ancho. Inflorescencias de unos 25 cm de largo y unos 7 de ancho; pedicelos filiformes, de 2 a 4 mm de largo; sépalos suborbicular-deltoideos de 0.75 mm de largo; pétalos aovado-elípticos de unos 2 mm de largo y 1 de ancho. Fruto anchamente alado, glabro de 6 mm de largo por 9 de ancho.

## Distribución de la especie
Se localiza en México, en el estado de Guerrero.

## Ambiente terrestre
Esta especie se desarrolla en vegetación de selva baja caducifolia.

## Estado de conservación
No se encuentra bajo ninguna categoría de riesgo en las normas mexicanas e internacionales (Norma Oficial Mexicana 059).